# 化樂天
化樂天（梵文：निर्माणरति，Nirmāṇarati；巴利语：Nimmānarati），又称须涅蜜陀、尼摩罗天、维那罗泥天，或化天、化自乐天、化自在天、乐变化天、化自在天、不憍乐天、乐无慢天、无贡高天。
佛教认为是六道轮回裏天道中的慾界六天的第五天，其上为他化自在天，下为兜率天。

## 概论
因此天天人喜欢以变化神通取乐而得名。
此天一晝夜為人間的八百年，化樂天的壽命為八千歲，相當於人間23億400萬年。身长八由旬，身具光亮。天人男女互相熟视或相向而笑即完成情爱之事。新生天子自膝上化生，生下即如人间十二岁之孩童一般大。
此天与夜摩天、兜率天、他化自在天等并称空居天。